# Analiza finală
Final Analysis (ro. Analiza finală) este o dramă neo-noir americană, din 1992, regizată de Phil Joanou după scenariul lui Wesley Strick. Ea întrunește în rolurile principale pe actorii Richard Gere, Kim Basinger și Uma Thurman.
Stilul neo-noir al filmului Final Analysis imită thrillere de-ale lui Hitchcock ca Vertigo.

## Distribuție
- Richard Gere ca Dr. Isaac Barr
- Kim Basinger ca Heather Evans
- Uma Thurman ca Diana Baylor
- Eric Roberts ca Jimmy Evans
- Paul Guilfoyle ca Mike O'Brien
- Keith David ca Detective Huggins
- Robert Harper ca Alan Lowenthal
- Agustin Rodriguez ca Pepe Carrero
- Rita Zohar ca Dr. Grusin
- George Murdock ca Judge Costello
- Shirley Prestia ca Dist. Atty. Kaufman
- Tony Genaro ca Hector
- Katherine Cortez ca Woman Speaker
- Wood Moy ca Dr. Lee
- Corey Fischer ca Forensic Doctor
- Jack Shearer ca Insurance Consultant Doctor
- Lee Anthony ca Judge
- Derick Alexander ca Ambulance Attendant
- Abigail Van Alyn ca Night Nurse

## Filmări
Filmările au avut loc la City Hall în Downtown Los Angeles, California.

## Legături externe
- Final Analysis în Catalogul Institutului American de Film
- Final Analysis la Internet Movie Database
- Final Analysis pe CineMagia
- Final Analysis Arhivat în 12 februarie 2012, la Wayback Machine. pe CinemaRx
- Final Analysis la Allmovie
- Final Analysis la Rotten Tomatoes
- Final Analysis film trailer at YouTube

1. ↑   http://www.imdb.com/title/tt0104265/, accesat în 20 mai 2016 Lipsește sau este vid: |title= (ajutor)
2. ↑   http://www.cinemarx.ro/filme/Final-Analysis-Analiza-Finala-5858.html, accesat în 20 mai 2016 Lipsește sau este vid: |title= (ajutor)
3. ↑   https://web.archive.org/web/20160303184900/http://razzies.com/asp/content/XcNewsPlus.asp?cmd=view&articleid=31, arhivat din original la |archive-url= necesită |archive-date= (ajutor), accesat în 5 decembrie 2019 Lipsește sau este vid: |title= (ajutor)